# Ryosuke Matsuoka
Ryosuke Matsuoka (Hyogo, 23 oktober 1984) is een Japans voetballer.

## Carrière
Ryosuke Matsuoka speelde tussen 2007 en 2011 voor Vissel Kobe. Hij tekende in 2012 bij Júbilo Iwata.